# روني ريتش
روني ريتش (بالعبرية: רוני רייך‏) هو عالم نقائش ‏ وكاتب ومترجم إسرائيلي، ولد في 31 مارس 1947 في رحوفوت في إسرائيل.